# Senta (geslacht)
Senta is een geslacht van nachtvlinders uit de familie Noctuidae.

## Soorten
- S. bertha Schaus, 1893
- S. flammea

Gevlamde rietuil Curtis, 1828
- S. longipennis Hampson, 1905
- S. lunulata Gaede, 1916
- S. pectinata Hampson, 1905
- S. sarca Hampson, 1902
- S. tenebra Hampson, 1905